# Русские путешественники и востоковеды
«Русские путешественники и востоковеды» (первоначальное название — «Русские востоковеды и путешественники») — научно-биографическая книжная серия, выпускавшаяся Главной редакцией восточной литературы издательства «Наука» (Москва) в 1960-е—1980-е годы. Книги серии были посвящены выдающимся русским востоковедам и путешественникам, их открытиям, этнографическим и географическим трудам. Каждая книга снабжена подробной библиографией.
Формат издания: 84x108/32 (~130х205 мм); обложка бумажная.

## Книги серии
1967
- Иван Павлович Минаев: Сборник статей / Отв. ред. Г. Г. Котовский. — М.: Наука (ГРВЛ), 1967. — 136, [2] с. — (Русские востоковеды и путешественники). — 2300 экз. (обл.)

1973
- Андрей Евгеньевич Снесарев: (Жизнь и научная деятельность): Сборник статей. — М.: Наука (ГРВЛ), 1973. — 160, [2] с. — (Русские востоковеды и путешественники). — 6800 экз. (обл.)
- Иванов С. Н. 
Николай Фёдорович Катанов, 1862—1922: Очерк жизни и деятельности. — Изд. 2-е. — М.: Наука (ГРВЛ), 1973. — 113 с. — (Русские востоковеды и путешественники). (обл.)

1975
- Гаген-Торн Н. И. 
Лев Яковлевич Штернберг / Отв. ред. Д. А. Ольдерогге. — М.: Наука (ГРВЛ), 1975. — 240 с. — (Русские востоковеды и путешественники). (обл.)

1977
- Халфин Н. А., Рассадина Е. Ф. 
Н. В. Ханыков — востоковед и дипломат. — М.: Наука (ГРВЛ), 1977. — 280 с. — (Русские востоковеды и путешественники). — 10 000 экз. (обл.)

1978
- Громковская Л. Л., Кычанов Е. И. 
Николай Александрович Невский  / Отв. ред. В. М. Солнцев. — М.: Наука (ГРВЛ), 1978. — 216 с. — (Русские востоковеды и путешественники). — 10 000 экз. (обл.)

1979
- Базиянц А. П. 
Владимир Александрович Гордлевский / Отв. ред. Н. А. Баскаков. — М.: Наука (ГРВЛ), 1979. — 80 с. — (Русские путешественники и востоковеды). Библиография: с. 54-79

1980
- Гурницкий К. И. 
Агафангел Ефимович Крымский. — М.: Наука (ГРВЛ), 1980. — 192 с. — (Русские путешественники и востоковеды). — 10 000 экз. (обл.)

1981
- Путилов Б. Н. 
Николай Николаевич Миклухо-Маклай. — М.: Наука (ГРВЛ), 1981. — 216 с. — (Русские путешественники и востоковеды). — 30 000 экз. (обл.)

1985
- Тарасова А. И. 
Владимир Клавдиевич Арсеньев / Отв. ред. В. С. Мясников. — М.: Наука (ГРВЛ), 1985. — 344 с. — (Русские путешественники и востоковеды). — 30 000 экз.